# Chauny
Chauny es una comuna francesa situada en el departamento de Aisne, de la región de Alta Francia. Es la cabecera (bureau centralisateur en francés) y mayor población del cantón de su nombre.

## Geografía
Chauny está situada a orillas del río Oise, a 30 km al oeste de Laon. Forma una aglomeración urbana con La Fère y Tergnier.

## Demografía
| 3 180 | 4 376 | 3 901 | 3 959 | 4 290 | 4 483 | 5 154 | 5 796 | 6 290 | 7 249 | 8 163 | 9 080 | 8 800 | 9 198 | 8 852 | 9 052 | 9 315 | 9 927 | 10 547 | 10 496 | 10 696 | 5 645 | 9 207 | 8 951 | 9 061 | 9 330 | 10 544 | 12 626 | 13 920 | 14 405 | 13 435 | 12 926 | 12 523 | 12 518 | 11 831 |
| Para los censos de 1962 a 1999 la población legal corresponde a la población sin duplicidades (Fuente: INSEE [Consultar]) |       |       |       |       |       |       |       |       |       |       |       |       |       |       |       |       |       |        |        |        |       |       |       |       |       |        |        |        |        |        |        |        |        |        |